# 穆罕默德·艾蘭尼
穆罕默德·納賽爾·賽義德·艾蘭尼（阿拉伯语：محمد ناصر السيد النني，發音：[mæˈħæm.mæd ˈnɑːseɾ esˈsæj.jed enˈnen.ni]；1992年7月11日—），是一名埃及職業足球員，司職防守中場。現時效力艾查捷拉，并代表埃及国家队参加国际比赛。
艾蘭尼於埃及足球甲級聯賽的阿拉伯建築開始其職業生涯，於2013年1月轉會至瑞士足球超級聯賽的巴素利。他於巴素利贏得4次聯賽冠軍。2016年1月，艾蘭尼轉會至英格蘭超級足球聯賽球會阿仙奴。
艾蘭尼曾代表埃及U-23參加2012年夏季奧林匹克運動會男子足球比賽。

## 球員生涯

### 阿拉伯建築
艾蘭尼曾於艾阿里的青年隊踢球。2008年，他轉會至另一支埃及球會阿拉伯建築。2010-11賽季，艾蘭尼成為阿拉伯建築隊一線隊的成員，開始成為球隊的正選。2012年2月1日，由於發生了塞德港球迷騷亂，埃及足球甲級聯賽的賽事被迫暫停，賽季所剩下的賽事全部延期。3月10日，埃及足球協會宣佈取消餘下的聯賽賽事。

### 巴素利

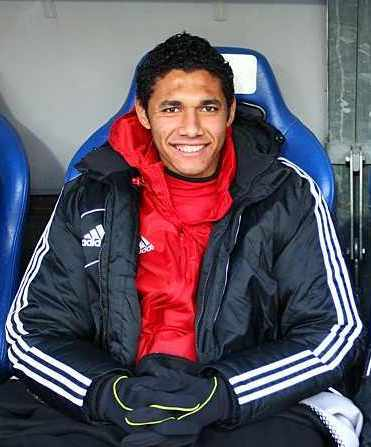
2013年的艾蘭尼

巴素利於觀察艾蘭尼一段時間後，在2013年1月邀請艾蘭尼至埃斯特波納試訓，參加球隊的訓練營。艾蘭尼於1月18日代表巴素利上陣一場非正式的友誼賽，對手為布加勒斯特星隊，結果以1比1打平。艾蘭尼於營中的表現成功說服球隊的教練，於是在1月29日，巴素利租借他直至6月賽季完結。2月10日，艾蘭尼於對陣錫永的比賽，首次正式替巴素利上陣。他於中場時被換入，協助球隊大勝3比0。2012-13賽季，巴素利贏得聯賽冠軍，但於瑞士盃只能屈居亞軍。於歐洲賽事中，巴素利於四強對陣當屆冠軍車路士，兩回合計以2比5被淘汰出局。
2013年5月，巴素利選擇正式簽下艾蘭尼，簽下四年的合約至2017年。他於對陣蘇黎世時攻入轉會後的首個入球，協助球隊大勝4比2。與上個賽季一樣，巴素利贏得聯賽冠軍。但於瑞士盃，卻被蘇黎世在加時比賽中，以2比0擊敗，再次無緣冠軍。於歐洲賽事方面，巴素利於歐聯分組賽排名第3，需轉戰欧足联欧洲联赛，直至八強被華倫西亞淘汰。本季，艾蘭尼於各項賽事上陣68場，包括10場的友誼賽，於聯賽攻入1球。
2014-15賽季無論對球會和艾蘭尼而言都是成功的一季，巴素利成功連續第6季贏得聯賽冠軍，但於瑞士盃連續第3屆屈居亞軍，以0比3輸掉對陣錫永的決賽。於本季的歐聯分組賽中，巴素利成功進入16強的賽事，但被葡萄牙球會賓菲加淘汰。艾蘭尼於各項賽事上陣51場比賽，攻入5球。
雖然艾蘭尼於2015-16賽季的歇冬期時離隊，轉會至阿仙奴，但是巴素利仍贏得瑞士足球超級聯賽冠軍，獲得第四次聯賽冠軍錦標。艾蘭尼在巴素利的四季期間，於各項賽事上陣142場，攻入9球。

### 阿仙奴

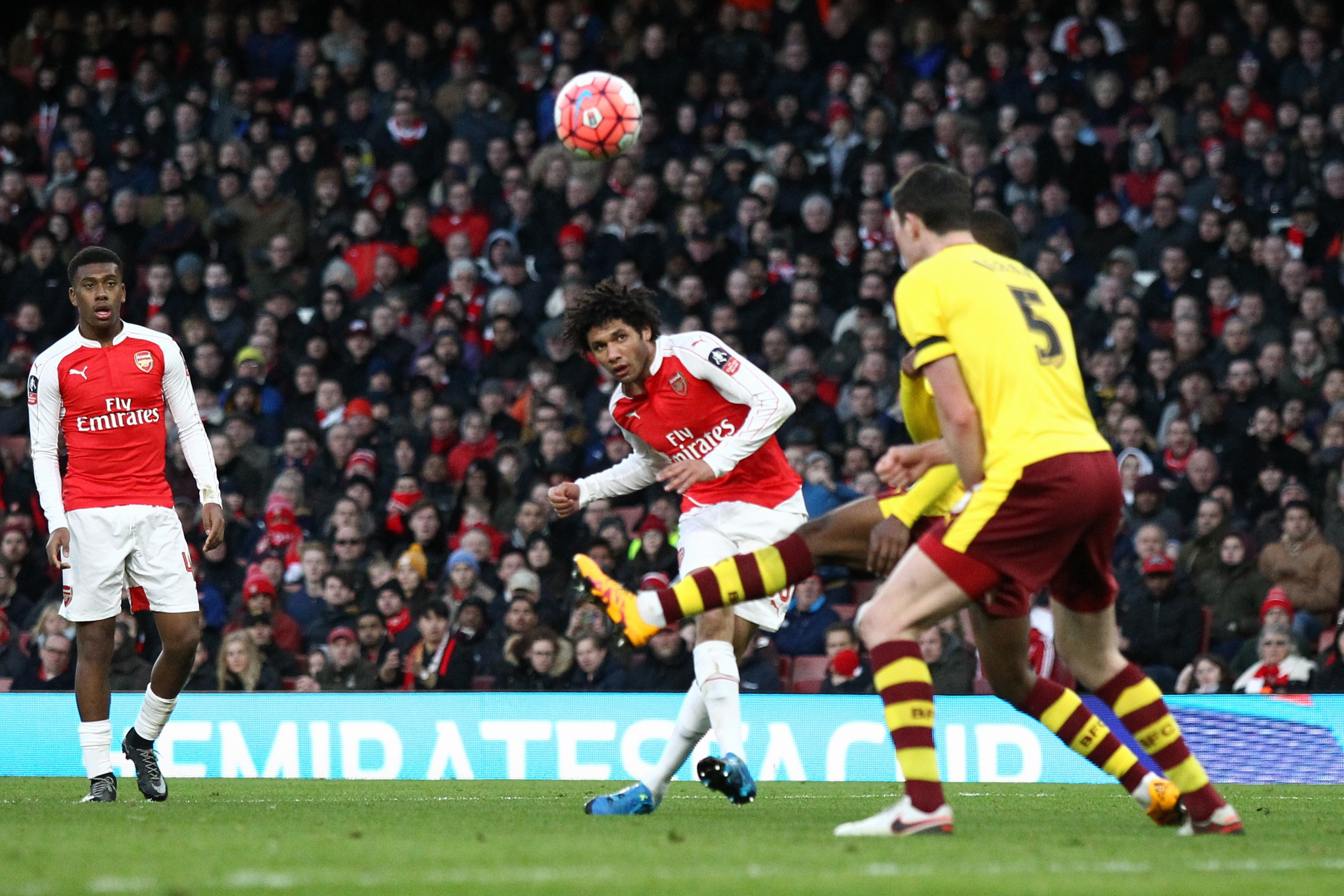
2016年1月，艾蘭尼首次代表阿仙奴上陣，對手為般尼

2016年1月13日，阿仙奴由巴素利簽下艾蘭尼，身披35號球衣，估計轉會費為約500萬歐元至740萬歐元。艾蘭尼於1月30日首次上陣，於足總盃的賽事中對陣般尼，阿仙奴亦以2比1勝出該場比賽。而在歐聯十六強次回合對陣巴塞隆拿的賽事中，射入加盟後的首球，但阿仙奴總計以5比1出局。而他這個的入球，亦被阿仙奴球迷投選為當季最佳入球。
2017年12月7日，艾蘭尼於欧洲联赛分組賽對陣的比賽中攻入1球，最終球隊於主場以6比0大勝。2018年2月15日，他在欧足联欧洲联赛三十二強對陣的比賽中攻入1球，最終球隊作客以3比0勝出，艾蘭尼亦被選為該場比賽的最佳球員。2018年3月26日，艾蘭尼與球會進行續約。4月8日，他於主勝修咸頓3比2的比賽中，被球證安達·馬連拿出示紅牌驅逐出場，其後紅牌獲足總撤銷。
2021年3月11日，艾蘭尼在歐洲聯賽十六強賽對陣奧林匹亞科斯的比賽中進球，幫助球隊以3-1獲勝。
2021年5月2日，艾蘭尼在對陣紐卡索聯的比賽中，從禁區邊緣抽射踢入了在阿森納的第一個英超聯賽進球。
2024年5月，艾蘭尼在2023-24赛季结束后离开阿森纳。

## 國家隊生涯
艾蘭尼曾代表埃及U-23參加2012年夏季奧林匹克運動會男子足球比賽，為球隊上陣4場，並打進八強，可惜被日本淘汰出局。

## 生涯統計
最後更新：2016年7月7日
| 球會       | 賽季        | 聯賽               | 聯賽 | 聯賽 | 盃賽 | 盃賽 | 聯賽盃 | 聯賽盃 | 其他 | 其他 | 總計 | 總計 |
| 球會       | 賽季        | 聯賽               | 出場 | 入球 | 出場 | 入球 | 出場   | 入球   | 出場 | 入球 | 出場 | 入球 |
| ---------- | ----------- | ------------------ | ---- | ---- | ---- | ---- | ------ | ------ | ---- | ---- | ---- | ---- |
| 阿拉伯建築 | 2010–11賽季 | 埃及足球甲級聯賽   | 21   | 2    | 0    | 0    | —      | —      | 0    | 0    | 21   | 2    |
| 阿拉伯建築 | 2011–12賽季 | 埃及足球甲級聯賽   | 14   | 0    | 0    | 0    | —      | —      | 0    | 0    | 14   | 0    |
| 阿拉伯建築 | 總計        | 總計               | 35   | 2    | 0    | 0    | —      | —      | 0    | 0    | 35   | 2    |
| 巴素利     | 2012–13賽季 | 瑞士足球超級聯賽   | 15   | 0    | 3    | 0    | —      | —      | 8    | 0    | 26   | 0    |
| 巴素利     | 2013–14賽季 | 瑞士足球超級聯賽   | 32   | 1    | 4    | 0    | —      | —      | 12   | 0    | 48   | 1    |
| 巴素利     | 2014–15賽季 | 瑞士足球超級聯賽   | 28   | 2    | 5    | 1    | —      | —      | 8    | 0    | 41   | 3    |
| 巴素利     | 2015–16賽季 | 瑞士足球超級聯賽   | 16   | 2    | 2    | 1    | —      | —      | 9    | 2    | 27   | 5    |
| 巴素利     | 總計        | 總計               | 91   | 5    | 14   | 2    | —      | —      | 37   | 2    | 142  | 9    |
| 阿仙奴     | 2015–16賽季 | 英格蘭超級足球聯賽 | 11   | 0    | 4    | 0    | 0      | 0      | 1    | 1    | 16   | 1    |
| 阿仙奴     | 2016–17賽季 | 英格蘭超級足球聯賽 | 14   | 0    | 2    | 0    | 3      | 0      | 5    | 0    | 24   | 0    |
| 阿仙奴     | 2017–18賽季 | 英格蘭超級足球聯賽 | 9    | 0    | 1    | 0    | 5      | 0      | 11   | 1    | 26   | 1    |
| 阿仙奴     | 總計        | 總計               | 34   | 0    | 6    | 0    | 7      | 0      | 17   | 2    | 66   | 2    |
| 生涯總計   | 生涯總計    | 生涯總計           | 160  | 7    | 20   | 2    | 7      | 0      | 54   | 4    | 243  | 13   |

### 國家隊入球
埃及隊的比數及入球列前。
| #  | 日期           | 场地                             | 对手   | 入球 | 比分 | 比赛                                    |
| -- | -------------- | -------------------------------- | ------ | ---- | ---- | --------------------------------------- |
| 1. | 2014年6月4日   | 英格蘭，倫敦，競賽室球場         | 牙买加 | 1–0  | 2–2  | 友誼賽                                  |
| 2. | 2014年10月10日 | ，嘉柏隆里，博茨瓦納國家足球場   |        | 1–0  | 2–0  | 2015年非洲國家盃外圍賽                  |
| 3. | 2015年11月17日 | 埃及，亚历山大港，阿拉伯堡體育場 |        | 1–0  | 4–0  | 2018年國際足協世界盃外圍賽–非洲區第二圈 |
| 4. | 2017年2月5日   | 加蓬，利伯维尔，安貢傑體育場     | 喀麦隆 | 1–0  | 1–2  | 2017年非洲国家杯                        |
| 5. | 2017年3月28日  | 埃及，亚历山大港，阿拉伯堡體育場 | 多哥   | 3–0  | 3–0  | 友誼賽                                  |

## 榮譽

### 球會
巴素利
- 瑞士足球超級聯賽冠軍：2012–13賽季[8]，2013–14賽季[12][13]，2014–15賽季[14][16]，2015–16賽季[17]
- 鐘錶盃冠軍：2013年[13][33]

 阿仙奴
- 英格蘭足總盃冠軍：2017年
- 英格蘭社區盾冠軍：2017年、2020年[34]

### 國家隊
埃及
- 非洲國家盃亞軍：2017年[35]

## 外部連結
- 穆罕默德·艾蘭尼 （页面存档备份，存于）於阿仙奴官方網站上的資料
- 穆罕默德·艾蘭尼 （页面存档备份，存于）於英超官方網站上的資料
- 穆罕默德·艾蘭尼於巴素利官方網站上的資料 （德文）
- 穆罕默德·艾蘭尼在 National-Football-Teams.com 上的出场纪录
- Soccerway資料庫：穆罕默德·艾蘭尼